# ロンメル (ミサイル駆逐艦)
|          | |
| 艦歴     | |
| 発注     | |
| 起工     | 1967年8月22日 |
| 進水     | 1969年2月1日 |
| 就役     | 1970年5月2日 |
| 退役     | 1998年9月30日 |
| その後   | 2004年にスクラップとして廃棄 |
| 除籍     | 1999年6月30日 |
| 性能諸元 | |
| 排水量   | 4,460 t |
| 全長     | 134 m（440 ft） |
| 全幅     | 14 m（46 ft） |
| 吃水     | 6.4 m（21 ft） |
| 機関     | ボイラー 4缶、ギアード蒸気タービン 2基、70,000shp、2軸推進 |
| 最大速力 | 33 kt （61 km/h） |
| 航続距離 | 4,500 nm（20 kt/h） |
| 乗員     | 337 名 |
| 兵装     | Mk 42 5インチ単装砲 2基 ラインメタルRh202 20mm単装機関砲 2基 Mk13SAM 単装発射機 1基 アスロック8連装発射機 1基 RAM短SAM 21連装発射機 2基 Mk.32 短魚雷3連装発射管 2基 |

ロンメル(Rommel, D187)は、ドイツ海軍のミサイル駆逐艦。リュッチェンス級駆逐艦の3番艦。艦名はエルヴィン・ロンメル元帥に因む。

## 艦歴
ロンメルは1967年8月22日に、DDG-30 としてメイン州バスのバス鉄工所で起工する。1969年2月1日にロンメル元帥の未亡人、ルーシー・マリア・ロンメルによって進水し、1970年5月2日に就役、キールを拠点とする第1駆逐艦隊に配属された。
ロンメルは1998年9月30日に退役、ヴィルヘルムスハーフェンに牽引され姉妹艦のリュッチェンス、メルダースの予備部品を供給するため5年間保管された。その後2004年にトルコでスクラップとして廃棄された。